# Selma Genthe

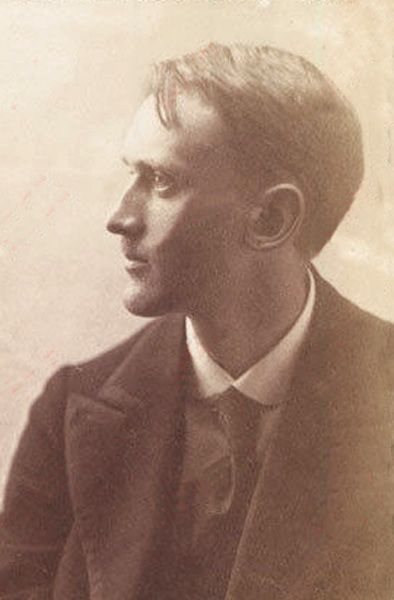
Porträtt av kapellmästaren Otto Didam. Foto Selma Genthe 1918.

Selma Genthe, född Selma Voges 9 februari 1877 i Frankfurt am Main, död 22 maj 1939, var en tysk fotograf. 

## Biografi
Selma Genthe hade påbörjat sitt arbete som fotograf 1914 och verkade i en ”Atelier für Bildniskunst” i Leipzig 1916-1938, senare kallad ”Fotoatelier Selma Genthe & Werner Rosahl”. Från 1939 är ateljén registrerad som ”Photoatelier von Richthoven” men det är oklart vad som då hänt Selma Genthe. Enligt en uppgift kan hon ha flyttat ateljén till Dresden, där den brann 1944 (vissa av hennes originalfotografier finns i Folkwang Museum Essen).
Hon var gift med konstnären och målaren Emil Genthe (1864-1914), och påbörjade uppenbart sin fotografiverksamhet efter hans död.
Hon var inledningsvis specialiserad på ”Künstlerphotos”, porträtt av konstnärer, men arbetade också som teaterfotograf, med foton av skådespelare, rollbesättningar och scenografi, men blev senare mest känd för rörelsestudier och aktfotografi. 
Hon samarbetade nära med dans- och gymnastikläraren Dora Menzler och fotoarkivarien och amatörfotografen Fritz Schimmer. Selma fotograferade illustrationer år dem, bland annat i Dora Menzlers böcker "Die Schönheit Deines Körpers", 1924, "Körperschulung der Frau in Bildern", 1925 och "Gestaltete Bewegung", 1926. Hon publicerade också många fotografier i tidskriften "Die Schönheit".